# Костинброд
Ко́стинброд (болг. Костинброд) — місто в Софійській області Болгарії. Адміністративний центр общини Костинброд.

## Населення
За даними перепису населення 2011 року у місті проживали 12 193 особи.
Національний склад населення міста:
| Національність   | Кількість осіб | Відсоток |
| ---------------- | -------------- | -------- |
| болгари          | 10909          | 97,9%    |
| цигани           | 166            | 1,5%     |
| турки            | 18             | 0,2%     |
| інша             | 22             | 0,2%     |
| не визначились   | 31             | 0,3%     |
| Всього відповіли | 11146          |          |

Розподіл населення за віком у 2011 році:
Динаміка населення: